# Ninurta-apal-Ekur
Ninurta-apal-Ekur, il cui significato è Ninurta è l'erede di Ekur  in lingua accadica (fl. XII secolo a.C.), fu re degli Assiri. Egli usurpò il trono e nominò se stesso re dell'universo e sacerdote delle divinità Enlil e Ninurta. Il suo regno è molto importante nella Storia del Vicino Oriente antico in quanto si sovrappone al regno dei re babilonesi, a lui contemporanei, ovvero Adadsumusur e Meli-Shipak II.
| Controllo di autorità | VIAF (EN) 1347170250839311550001 · GND (DE) 1312396083 |